# Alexandre Brodowski
Aleksander "Alexandre" Brodowski (Środa Wielkopolska, 7 de janeiro de 1856 – Suíça, 1 de novembro de 1899) foi um engenheiro polaco radicado no Brasil.

## Carreira
Tornou engenheiro em 1877 na Escola Politécnica de Zurique, na Suíça, tendo como colega Antônio de Queirós Telles Filho, que viria a ser seu futuro cunhado, cujo pai, o Antônio de Queirós Teles, conde da Parnaíba, havia sido o fundador da Companhia Mogiana de Estradas de Ferro. Foi justamente este colega o responsável pela viagem de Brodowski ao Brasil, para trabalhar na São Paulo Railway. Em 1878, ingressou como engenheiro auxiliar, na Companhia Mogiana, ajudando a expandir a malha ferroviária do estado de São Paulo.
Residiu em Ribeirão Preto, onde por um curto período, menos de um ano, foi vereador.
Já no ano de 1896, desliga-se do mundo ferroviário e transfere sua residência de Campinas para São Paulo, onde passou a fazer parte no corpo docente da Escola Politécnica da Universidade de São Paulo, Escola Politécnica de São Paulo.
Entrou para a família Queirós Teles quando contraiu matrimônio com a filha do Conde de Parnaíba, Zenaide de Queirós Teles, no dia 12 de julho de 1892. Na ocasião ela tinha 18 anos e ele, 36 anos. Com tuberculose, vê-se obrigado a se licenciar do cargo e ir para a Suíça em 1898, para se tratar. No ano seguinte, aos 43 anos de idade morre naquele país.
Sua esposa se empenha em trazer o corpo para o Brasil, o qual foi embalsamado para tal feito, "consta do livro nº 22, do Cemitério da Consolação que, aos 3 dias do mês de dezembro de 1899, sepultou-se na quadra geral 9, sepultura 5, o cadáver de Alexandre Brodowski, com 43 anos, casado,[...]".
Em sua homenagem, a localidade onde um dia estava instalada a Companhia Mogiana recebeu seu nome, hoje o município de Brodowski (muitas vezes grafado Brodósqui, Brodoswky ou Brodóski).